# 银瑞
银瑞（学名：Corydalis imbricata）为罂粟科紫堇属下的一个种。

## 扩展阅读
- 維基物種上的相關：银瑞